# Радио-телевизия на Сърбия
„Радио-телевизия на Сърбия“ (на сръбски: Радио-телевизија Србије, съкратено PTC) е държавният радио- и телевизионен оператор на Сърбия. Той излъчва и произвежда новини, драма и спортни програми чрез радио, телевизия и интернет. РТС е член на Европейския съюз за радио и телевизия. PTC има четири организационни единици – радио, телевизия, музикална продукция и звукозаписна компания (ПГП РТС). Финансира се основно чрез месечни абонаментни такси и приходи от реклама.

## История

### Радио Белград (1929 – 1958)
Радио Белград стартира през 1929 г., като първата водеща на новинарските емисии е Йелена Билбия. През февруари 1929 г. е излъчена първата радиопрограма в Сърбия, с радиосигнал пуснат от предавателя в белградското предградие Раковица. След пет години, радиото започва редовната си програма за излъчване с художествена музика.

### Радио-телевизия Белград (1958 – 1991)
РТС с предишното си име „Радио-телевизия Белград“ (Радио-телевизија Београд), или съкратено РТБ, по времето на бивша Югославия е най-големият телевизионен оператор в страната и на Балканите изобщо.

## Генерални директори
Генерални директори на РТС през годините:
- 1955 – 1959: Мирко Тепавац
- 1959 – 1962: Душан Попович
- 1962 – 1972: Здравко Вукович
- 1972 – 1985: Милан Вукос
- 1985 – 1988: Ратомир Вицо
- 1989 – 1991: Душан Митевич
- 1991 – 1991: Ратомир Вицо
- 1992 – 1992: Добросав Биелетич
- 1992 – 1995: Милорад Вучелич
- 1995 – 2000: Драголюб Миланович
- 2000 – 2001: Ненад Ристич (изпълняващ длъжността)
- 2001 – 2004: Александър Цървеняков
- 2004 – 2013: Александър Тиянич
- 2013 – 2015: Никола Мирков (изпълняващ длъжността)
- от 2015 г.: Драган Буйошевич